# CIC Edizioni Internazionali
La casa editrice CIC Edizioni Internazionali opera da più di 40 anni nel settore medico-scientifico.
L'attività editoriale è strutturata in due sezioni, quella dedicata alle monografie (manuali, testi specialistici, atti congressuali) e quella riservata ai periodici.
Delle oltre 60 testate periodiche, 8 sono pubblicate in Open Access:
- Multidisciplinary Journal of Women's Health
- Il Giornale di Chirurgia
- Shortness of Breath
- Oral & Implantology
- Annali di Stomatologia
- Functional Neurology
- Journal of Prenatal Medicine
- MLTJ: Muscles, Ligaments and Tendons Journal

Migliaia di articoli pubblicati da CIC sono indicizzati in open access.